# Lipsothrix nigrilinea
Lipsothrix nigrilinea là một loài ruồi trong họ Limoniidae. Chúng phân bố ở miền Tân bắc.